# Esch-sur-Sûre
Esch-sur-Sûre (luxembourgsk: Esch-Sauer) er en kommune og et byområde i Luxembourg. Kommunen, som har et areal på 6,76 km², ligger i kantonen Wiltz i distriktet Diekirch. I 2005 havde kommunen 301 indbyggere. 

## Galleri
- Bro over Sûre
- Esch-sur-Sûre